# ムーン・ロスト
『ムーン・ロスト』は星野之宣によるSF漫画作品。『月刊アフタヌーン』（講談社）2002年11月号から2003年7月号まで連載された。

## あらすじ
地球への衝突軌道にある小惑星を破壊するため、フロスト博士が提唱する新たな統一場理論によって月面に建設中の粒子加速器を改造し、ナノサイズのブラックホールを多数生成して小惑星に向けて射出する。これで小惑星は消滅するはずであった。
計画通りに小惑星は消滅したが、理論を超えた現象によって月もブラックホールに飲まれて消滅。月を失った地球は地軸が狂い、津波、暴風といった気候の大変動に見舞われる。狂った地軸も安定はしておらず、いつまた地軸が変動するかもわからなかった。
ブラックホール生成の理論を用いて、木星の第2衛星エウロパを新たな月とすべく移動させる『エウロパ計画』がヨーロッパ宇宙機関を中心として立ち上がる。しかしながら、地軸変動によって極寒の地となったアメリカ合衆国はこのまま地軸が安定するのを良しとせず、再び地軸が変動するまで時間を稼ぐために密かに計画の邪魔を目論む。

## 主な登場人物
ジュディット・クローデル
ヨーロッパ宇宙機関に所属するフランス人女性宇宙飛行士。母ディアーヌ・クローデルも優秀な宇宙飛行士であったが小惑星迎撃作戦で死亡している。
マーク・スタリオン
ベテランのアメリカ人宇宙飛行士。宇宙船カドモス・クルーの船長。
アレキサンダー・フロスト
イギリス人の理論物理学者。膜宇宙理論を応用し、ナノ・ブラックホールを生成する技術を確立した。しかし、このために月が消失したことで爆破テロの標的となり、身体の大部分を失ってしまう。自分の責務として、エウロパ計画にも参加する。
シェル局長
ヨーロッパ宇宙機関のフランス人局長。フロスト博士と共にエウロパ計画を提案する。
ゴドフ船長
宇宙船ポイニクス・クルーのロシア人船長。
リアロ船長
宇宙船キリクス・クルーのイラク人船長。カドモス・クルー、キリクス・クルー、ポイニクス・クルーの3隻はエウロパ計画のために木星に向かっていたが、エウロパ移動用のブラックホールを作り出す際のトラブルでキリクス・クルーごと犠牲になる。
シュタイナー船長
宇宙船ハルモニア・クルーのドイツ人女性船長。ハルモニア・クルーは地球と木星の中継地点で、木星から切り離した衛星エウロパを受け継ぐ役割を担当する。

## 用語
膜宇宙理論
膜宇宙のルビは「ブレーンワールド」。重力は距離による減衰が大きいことで、余剰次元（5次元目以降の次元）へ伝播しているのではないかという推測から産まれた。
フロスト博士の理論に基づき、粒子加速器によって粒子を衝突させ、ごく至近距離で大きな重力を発生させることによって、ナノ単位の極小ブラックホールを作り出すことができる。
ユピトロン
粒子加速器にして大型宇宙船の名称。フロスト博士の理論に基づき人工ナノ・ブラックホールを大量に生成し、衛星エウロパを木星から切り離すための装置。
アルテミス
月基地の名称。超高出力粒子加速器「ルナトロン」が設置されており、小惑星迎撃作戦で使用された。ディアーヌ・クローデルが勤務していた。

## 書籍情報
- 『ムーン・ロスト』
  - アフタヌーンKCDX 全2巻
    1. 2004年7月発行 ISBN 978-4063348927
    2. 2004年7月発行 ISBN 978-4063348934

  - 講談社漫画文庫 全1巻
    1. 2006年10月発行 ISBN 978-4063703603

  - 講談社コミックスDX 全2巻
    1. 2012年3月発行 ISBN 978-4063766325
    2. 2012年3月発行 ISBN 978-4063766332